# Короткохвостий вугор
Короткохвостий вугор (Coloconger) — єдиний рід родини Колоконгерові (Colocongridae). Належить до ряду вугроподібних (Anguilliformes), підряд конгеровидні (Congroidei).
Включає 9 видів морських вугрів, поширених в Атлантичному, Індійському та західній частині Тихого океану.
Найменш видовжені серед вугроподібних риби, якщо не рахувати Protanguilla. Тіло коротке, приземкувате, морда тупа, анальний отвір розташований у задній частині тіла. Бічна лінія повна, більшість її пор знаходиться в коротких трубочках. Грудні плавці добре розвинені. 142—163 хребця. Зуби на вомері відсутні.
Види:
- Coloconger cadenati  Kanazawa, 1961
- Coloconger canina  (Castle & Raju, 1975)
- Coloconger eximia  (Castle, 1967)
- Coloconger japonicus  Machida, 1984
- Coloconger maculatus  Ho & Tang, 2021
- Coloconger meadi  Kanazawa, 1957
- Coloconger raniceps  Alcock, 1889
- Coloconger saldanhai  Quéro, 2001
- Coloconger scholesi  Chan, 1967